# Thyanta calceata
Thyanta calceata är en insektsart som först beskrevs av Thomas Say 1832.  Thyanta calceata ingår i släktet Thyanta och familjen bärfisar. Inga underarter finns listade i Catalogue of Life.